# Ferreiros de Abaixo
Ferreiros de Abaixo es una aldea española situada en la parroquia de Folgoso, del municipio de Folgoso de Caurel, en la provincia de Lugo, Galicia.

## Demografía
| Gráfica de evolución demográfica de Ferreiros de Abaixo entre 2000 y 2020 |
|                                                                           |
| Datos según el nomenclátor publicado por el INE.                          |